# Подвесной агрегат заправки
Подвесной агрегат заправки (ПАЗ) — техническое устройство, устанавливаемое на самолётах-заправщиках и предназначенное для дозаправки летательных аппаратов в воздухе. Разработано в НПП «Звезда» под руководством Г. И. Северина и В. И. Харченко.

## История

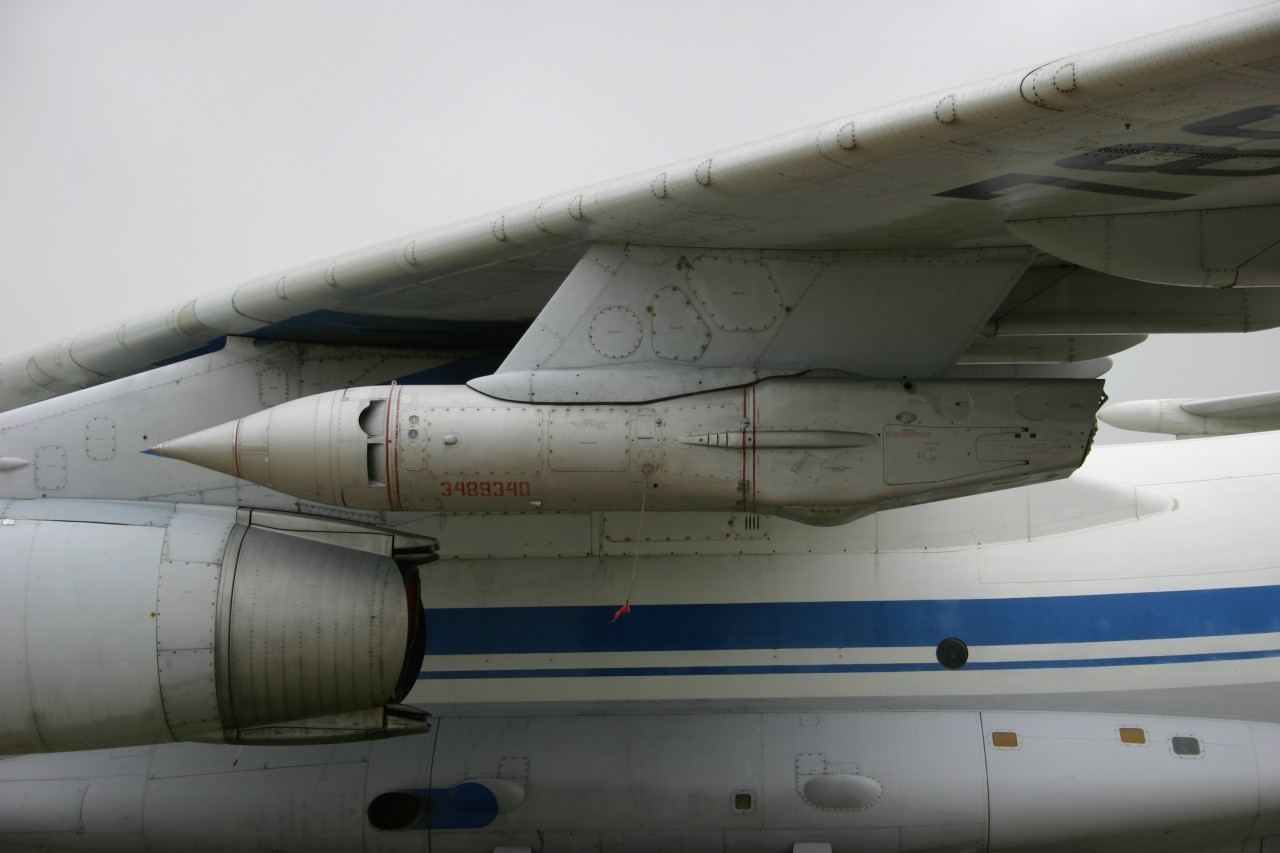
УПАЗ-1 на крыле Ил-78

В 70-х годах для увеличения радиуса действия принятого на вооружение фронтового бомбардировщика Су-24 требовалось оборудовать его системой дозаправки в воздухе. Наиболее подходящей для этой роли могла являться специализированная модификация Су-24, обладающая такими же лётными характеристиками и способная базироваться на тех же аэродромах. Поскольку Су-24 не имел бомбоотсека, для него начали разрабатывать внешний подвесной агрегат заправки (ПАЗ), в котором находился барабан со шлангом и топливоперекачивающий насос. В 1975 году начались лётные эксперименты на доработанных Су-15 (самолёт-заправщик — заводской №0115301; заправляемый — заводской №0115306, на котором перед фонарём пилота установили неподвижную штангу топливоприемника). Ещё одной экспериментальной машиной, задействованной в этой программе, был Ил-38. Первыми в воздухе ПАЗ испытали летчики-испытатели В. П. Васин и Ю. И. Юмашев. В ходе экспериментов появилось предложение о создании однотипной системы дозаправки в воздухе для фронтовой и дальней авиации. В результате было выдано задание разработать унифицированный агрегат (УПАЗ, теме было присвоено кодовое обозначение «Сахалин»), который предполагалось подвешивать под различные типы самолетов. Тогда же вышло постановление о создании на базе Ил-76 самолёта-заправщика Ил-78. Испытания УПАЗов для него проводились на летающей лаборатории Ил-76 (рег. CCCP-76501).
Работа над УПАЗом была завершена в 1983 году. Начиная со второй половины 80-х годов, на всех разрабатываемых советских тактических самолётах, кроме лёгких истребителей МиГ-29 (исключение — палубная модификация МиГ-29К) и Як-141, изначально предусматривалась возможность установки системы дозаправки в воздухе. В ОКБ Микояна провели работы по оснащению топливоприёмным оборудованием МиГ-25ПДЗ и МиГ-31Б/М. Среди самолётов ОКБ Сухого, помимо Су-24, подобную адаптацию прошли Су-27 и его варианты: Су-30, -33, -34 и -35. Из самолётов других ОКБ топливо в полёте могут принимать бомбардировщик Ту-160, амфибия А-40, самолёт ДРЛО А-50 и летающий командный пункт Ил-80. Особо актуальной дозаправка в воздухе является для палубных истребителей МиГ-29К и Су-33 так как из-за отсутствия катапульт на авианосце "Адмирал Кузнецов" максимальная взлётная масса этих машин ограничена, поэтому взлёт с неполной заправкой и последующее восполнение топлива в воздухе существенно расширяют их боевые возможности. Самолётом-заправщиком для них служит Су-33 с УПАЗ под фюзеляжем.
Помимо новых машин под возможность заправки от УПАЗа были доработаны уже стоящие на вооружении самолёты Ту-95МС и Ту-142.

## Конструкция
ПАЗ представляет собой гондолу, которая подвешивается к самолету-заправщику через переходную балку с помощью унифицированного узла разъема коммуникаций (УУРК).
В качестве энергетической установки используется турбина, вращаемая набегающим потоком воздуха и подключенная к центробежному насосу для перекачки топлива. 

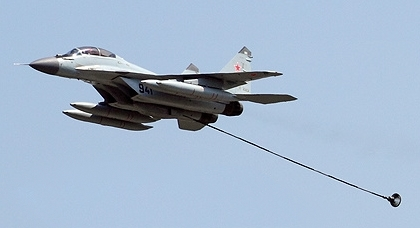
МиГ-29К (9-41) с выпущенным шлангом ПАЗ-МК

Носовая часть заправочного агрегата оснащена электрической противообледенительной системой и гидроприводом, с помощью которого выдвигается обтекатель, открывая воздухозаборник, за которым расположены лопатки турбины топливного насоса. В цилиндрической части агрегата диаметром 600 миллиметров находится барабан с топливным шлангом. Сразу за барабаном, с левой стороны, имеется открываемый воздухозаборник турбины, служащей для выпуска-уборки топливного шланга с конусом. Конус имеет лёгкую ажурную конструкцию и в нерабочем положении втянут в окно хвостовой части агрегата, на котором располагаются лампы сигнализации пилоту дозаправляемого самолёта. Сверху на корпусе агрегата имеются замки крепления к самолету и выход топливопровода.
При дозаправке перед контактом с заправляемым самолётом должно быть выпущено с барабана около 26 метров топливного шланга. Подача топлива начинается автоматически с момента сцепки и прекращается после перекачки запланированного количества горючего. Дозаправка может быть прервана в любой момент оператором или автоматически в случае выпуска шланга на максимально возможную длину, либо если относительная скорость между самолётами превысит 3 м/с. Для обеспечения постоянного натяжения топливного шланга лопатки турбины привода шланга выполнены управляемыми. Их шаг автоматически увеличивается на режиме выпуска-уборки и уменьшается на режиме стабилизации в выпущенном положении шланга, обеспечивая его подтягивание и исключает провисание.
На заправляемых самолётах устанавливается приёмное устройство — головка приёмника топлива (ГПТ), которые имеют обозначение (в зависимости от типа самолёта) ГПТ-1, -1И, -1М и -2Э.

## Модификации
| Модификации подвесных агрегатов заправки производства ОАО НПП «Звезда» | Модификации подвесных агрегатов заправки производства ОАО НПП «Звезда» | Модификации подвесных агрегатов заправки производства ОАО НПП «Звезда» |
| Модификация                                                            | Описание | Устанавливается на                                                     |
| ---------------------------------------------------------------------- | --- | ---------------------------------------------------------------------- |
| УПАЗ*                                                                  | Длина шланга в потоке приблизительно 28 метров, внутренний диаметр шланга 40 мм, производительность перелива до 1600 л/мин. | Су-24М                                                                 |
| УПАЗ-1 (-1А)                                                           | Длина шланга в потоке приблизительно 26 метров, внутренний диаметр шланга 52 мм, производительность перелива топлива до 2300 л/мин. Имеет два режима заправки с разной производительностью перекачки топлива. На первом режиме заправлялись „маленькие“ самолёты (Су и МиГи), производительность ~900 л/мин. На втором режиме — „большие“ машины, производительность ~2200 л/мин. | Ил-78 и его модификации                                                |
| ПАЗ-1М                                                                 | Длина шланга в потоке приблизительно 26 метров, внутренний диаметр шланга 52 мм, производительность перелива топлива до 2900 л/мин. Предназначен для сокращения времени дозаправки в полёте „тяжелых“ самолётов. | Ил-78 и его модификации                                                |
| УПАЗ-1К                                                                | Длина шланга в потоке приблизительно 26 метров, внутренний диаметр шланга 52 мм, производительность перелива до 2300 л/мин. | Су-33                                                                  |
| ПАЗ-МК                                                                 | Производительность перелива до 750 л/мин. | МиГ-29К                                                                |
| * — „У“ в аббревиатуре это сокращение от „унифицированный“.            | |                                                                        |